# Leonato
Leonato (en griego antiguo Λεόννατος, Leónnatos, 356 a. C.-322 a. C.) fue un oficial macedonio al servicio de Alejandro Magno y uno de los diádocos. Era miembro de la casa real de Lincestis, un reino pequeño que había sido incluido en Macedonia por el rey Filipo II. 
Leonato era de la misma edad que Alejandro y eran buenos amigos. Más adelante, él sería uno de los siete guardias de Alejandro, o somatophylakes. Después de que Alejandro muriera en 323 a. C., Pérdicas, el nuevo regente, lo hizo sátrapa de la Frigia Helespóntica. 
La hermana de Alejandro Magno, Cleopatra viuda del rey Alejandro de Epiro, ofreció su mano a Leonato. Mientras tanto, cuando los atenienses se enteraron de la muerte de monarca, se rebelaron contra Macedonia y su regente Antípatro.
Leonato acaudilló un ejército de veinte mil peones y mil quinientos caballeros que marchó a socorrer a Antípatro, sitiado en Lamía. Intervino probablemente con la ambición de usurpar el poder de Antípatro, ya que una victoria sobre los griegos hubiese asegurado sus aspiraciones al trono. Murió luchando contra los atenienses y la unión con Cleopatra nunca ocurrió.